# غلام محی‌الدین شبنم
غلام محی‌الدین شبنم (۱۳۱۴-۱۳۸۸) نقاش، رسام و خوانندهٔ اهل افغانستان بود.
او را در کنار کسانی مثل محمد میمنگی، کریم شاه خان، عبدالغفور برشنا، حفیظ پاکزاد و اکبر خراسانی از نقاشان دوران دوم طلائی رئالیسم در افغانستان می‌دانند.